# ایستگاه راه‌آهن تقاطع کلاپام
ایستگاه راه‌آهن تقاطع کلاپام (انگلیسی: Clapham Junction railway station) یکی از ایستگاه‌های متروی زمینی لندن و راه‌آهن کشور انگلستان است.
این ایستگاه که در سال ۱۸۶۳ میلادی تأسیس شده است در منطقه واندزوورث لندن واقع شده و جزئی از خط جنوب لندن و خط غرب لندن (متروی زمینی) و خط اصلی جنوب غربی (راه‌آهن انگلستان) می‌باشد.

## نگارخانه

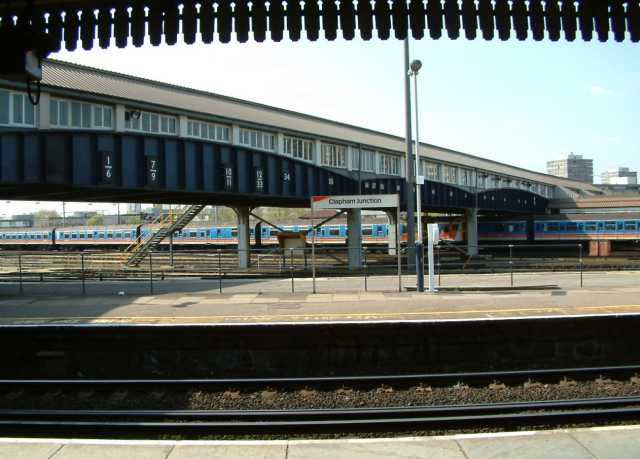
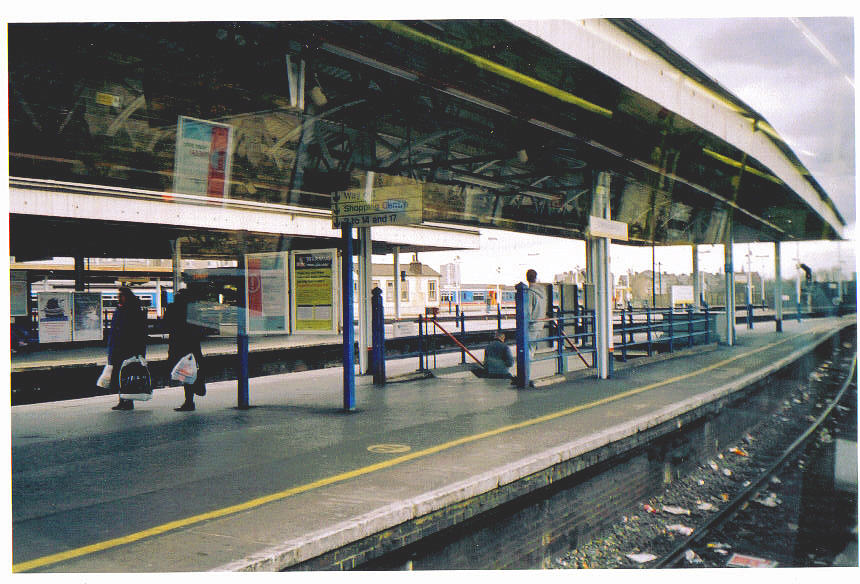
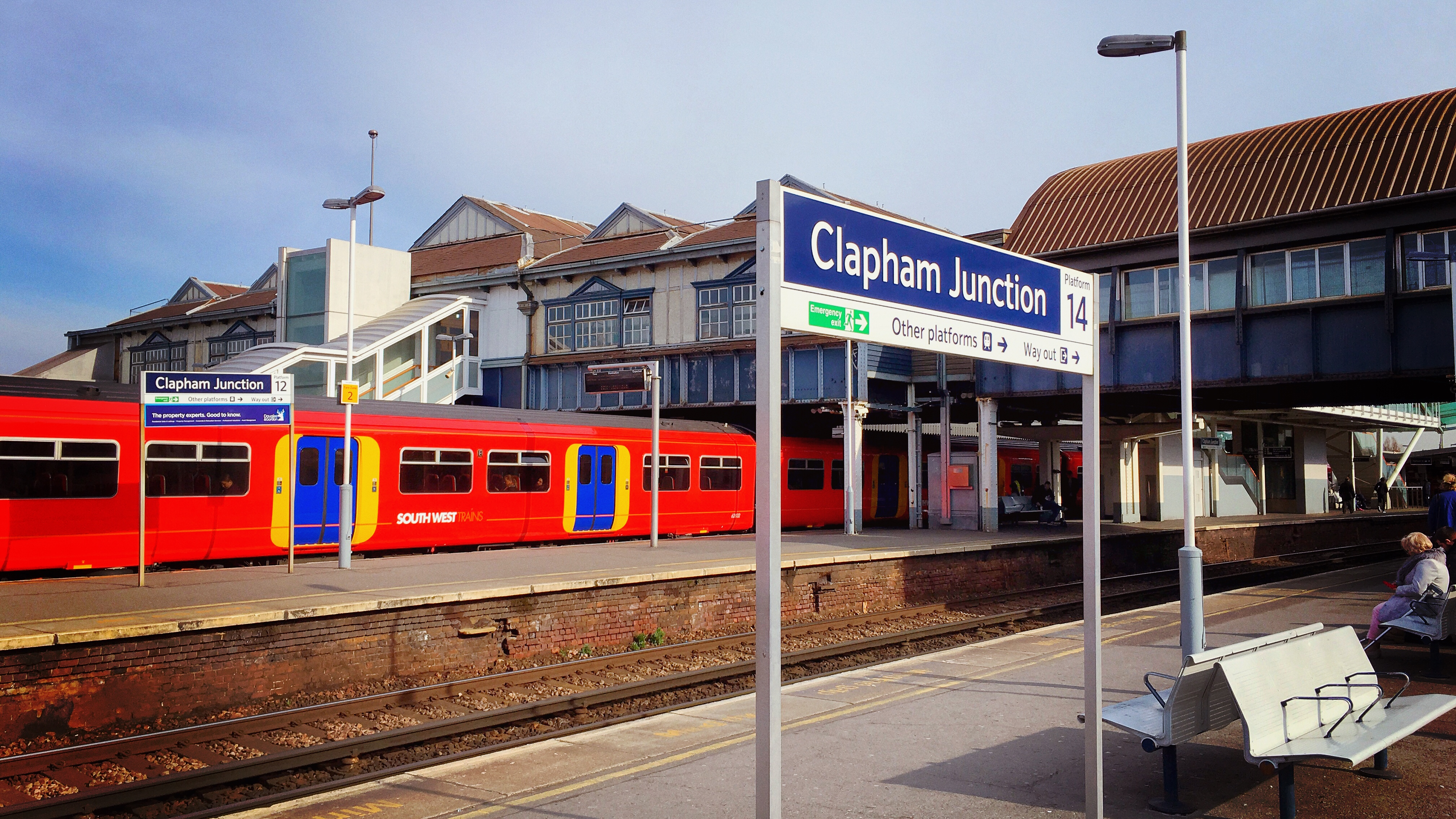
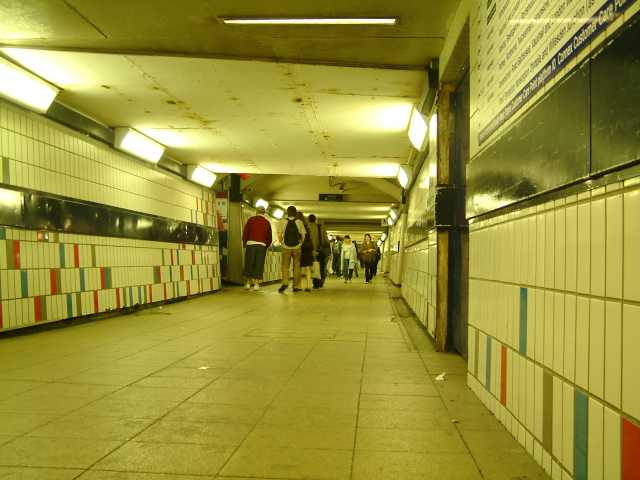